# A Calamitous Elopement
A Calamitous Elopement er en amerikansk stumfilm fra 1908 af D. W. Griffith.

## Medvirkende
- Harry Solter som Frank
- Linda Arvidson som Jennie
- Charles Inslee
- George Gebhardt som Bill
- John R. Cumpson